# Émile Borel
Félix Édouard Justin Émile Borel (Saint-Affrique, 7 de enero de 1871 - París, 3 de febrero de 1956) fue un matemático y político francés.
Junto con René-Louis Baire y Henri Lebesgue fue uno de los pioneros de Teoría de la medida y sus aplicaciones a la Teoría de la probabilidad. Uno de sus libros de probabilidad introduce el divertido experimento mental que ha entrado en la cultura popular bajo el nombre del Teorema de los infinitos monos. Además, publicó investigaciones sobre la Teoría de juegos.
En 1913 y 1914 tendió un puente entre la geometría hiperbólica y la relatividad especial, mediante un trabajo divulgativo.
En las décadas de 1920, 1930 y 1940, se mantuvo activo en la política; por varios años fue miembro del parlamento francés y secretario de la marina. Durante la Segunda Guerra Mundial fue miembro de la Resistencia Francesa. Falleció ejerciendo el cargo de profesor en la Escuela de Estudios Superiores de Comercio (HEC).

## Reconocimientos
- Medalla de la Resistencia con roseta.
- Cruz de Guerra 1939-1945.
- Recibió la Gran Cruz de la Legión de Honor en 1950.[2]
- El cráter lunar Borel lleva este nombre en su honor.[3]
- El asteroide (16065) Borel también conmemora su nombre.[4]
- Varios objetos y proposiciones de las  matemáticas llevan su nombre, como el álgebra de Borel y el Teorema de Heine-Borel.